# Augit
Augit je silikatni mineral kojeg ubrajamo u grupu piroksena, kemijske formule (Ca,Na)(Mg,Fe,Al)(Al,Si)2O6. Monoklinski kristali prizmatičnog su habitusa, a na njima uočavamo dva sustava kalavosti pod približno 90°. 

## Čvrste otopine
Augit je dio serije čvrstih otopina grupe piroksena. Diopsid i hedenbergit važni su krajnji članovi te serije, ali augit sadrži i određene količine aluminija, titanija, natrija i drugih elemenata pa ga proučavamo i zasebno. Udio magnezija kod ovog minerala veći je nego u oba krajnja člana serije. 
No, korisno je znati da je udio magnezija u augitu ograničen diskontinuumom u seriji između pigeonita i ortopiroksena: kada se pojavi uz jedan od ta dva piroksena, udio Mg u augitu ovisit će prvenstveno o temperaturi, a zatim i o tlaku u vrijeme kristalizacije, tako da nam augit može dobro poslužiti pri rekonstrukciji uvjeta u geološkoj povijesti stijena. 
Također, postoji diskontinuum između augita i omfacita, ali on se pojavljuje pri nižim temperaturama i nije još uvijek potpuno znansveno objašnjen.

## Ležišta i nalazišta
Augita ima u magmatskim stijenama, kao što su gabro i bazalt. Pojavljuje se i u relativno visokotemperaturnim metamorfnim stijenama, npr. u mafitnim granulitima.
Dolazi u zajednici s olivinima, biotitom, nefelinom, albitom, serpentinima, leucitom i hornblendom.
Poznatija nalazišta augita zabilježena su Coloradu, St. Lawrenceu,  New Yorku i Tillamooku u Oregonu, (SAD), zatim u Eifelu (Njemačka), Vezuv (Italija), u Francuskoj i Češkoj.